# بابلو غونزاليس كيويستا
بابلو غونزاليس كيويستا (بالإسبانية: Pablo González Cuesta)‏ هو كاتب سيناريو وكاتب إسباني، ولد في 1968 في إشبيلية في إسبانيا.